# Lista de episódios de Chucky (série de televisão)
Após um clássico boneco 'Good Guy' (Chucky) ser comprado por um garoto em uma venda de usados num bairro suburbano, uma pequena cidade dos Estados Unidos é levada ao caos após uma série de assassinatos terríveis exporem as hipocrisias e os segredos de seus habitantes. Enquanto isso, a chegada de inimigos – e de aliados – do passado de Chucky ameaça expor a verdade por trás das mortes, bem como as origens do boneco demoníaco. Chucky é uma adaptação para a série de televisão de terror norte-americana criada por Don Mancini com base na franquia Child's Play. Ela estreou na Syfy e na USA Network em 12 de outubro de 2021. A série serve como uma continuação de Cult of Chucky, o sétimo filme da franquia.
Desenvolvida pela Syfy e USA Network, a série segue Chucky enquanto ele comete uma série de assassinatos misteriosos em uma cidade tranquila nos Estados Unidos. O criador da série, Mancini, e o produtor David Kirschner, atuam como produtores executivos da série, ao lado de Nick Antosca, Harley Peyton e Alex Hedlund. A série estreou simultaneamente na Syfy e na USA Network em 12 de outubro de 2021. Recebeu críticas geralmente positivas dos críticos.
Em Portugal, a série é transmitida pelo Syfy Portugal. Teve a sua estreia a 10 de janeiro de 2022.

## Resumo
| Temporada | Temporada | Episódios | Episódios | Originalmente exibido | Originalmente exibido  | Transmissão lusófona             | Transmissão lusófona           |
| Temporada | Temporada | Episódios | Episódios | Estreia da temporada  | Final da temporada     | Estreia da temporada ( Portugal) | Final da temporada ( Portugal) |
| --------- | --------- | --------- | --------- | --------------------- | ---------------------- | -------------------------------- | ------------------------------ |
|           | 1         | 8         | 8         | 12 de outubro de 2021 | 30 de novembro de 2021 | 10 de janeiro de 2022            | 28 de fevereiro de 2022        |
|           | 2         | 8         | 8         | 5 de outubro de 2022  | 23 de novembro de 2022 | 1 de novembro de 2022            | 20 de dezembro de 2022         |
|           | 3         | 8         | 8         | 4 de outubro de 2023  | 1 de maio de 2024      | ASA                              | ASA                            |

## Episódios

### 1ª temporada: 2021
| Seq. | Episódios | Título                                | Direção       | Escrito por                           | Data de exibição       | Audiência EUA (em milhões)       |
| ---- | --------- | ------------------------------------- | ------------- | ------------------------------------- | ---------------------- | -------------------------------- |
| 1    | 1         | "Death by Misadventure"               | Don Mancini   | Don Mancini                           | 12 de outubro de 2021  | 0.451 (Syfy) 0.357 (USA Network) |
| 2    | 2         | "Give Me Something Good to Eat"       | Dermott Downs | Harley Peyton e Don Mancini           | 19 de outubro de 2021  | 0.390 (Syfy) 0.280 (USA Network) |
| 3    | 3         | "I Like to Be Hugged"                 | Dermott Downs | Nick Zigler e Sarah Acosta            | 26 de outubro de 2021  | 0.330 (Syfy) 0.352 (USA Network) |
| 4    | 4         | "Just Let Go"                         | Leslie Libman | Mallory Westfall e Kim Garland        | 2 de novembro de 2021  | 0.282 (Syfy) 0.302 (USA Network) |
| 5    | 5         | "Little Little Lies"                  | Leslie Libman | Harley Peyton e Rachael Paradis       | 9 de novembro de 2021  | 0.252 (Syfy) 0.265 (USA Network) |
| 6    | 6         | "Cape Queer"                          | Samir Rehem   | Nick Zigler e Sarah Acosta            | 16 de novembro de 2021 | 0.377 (Syfy) 0.278 (USA Network) |
| 7    | 7         | "Twice the Grieving, Double the Loss" | Samir Rehem   | Mallory Westfall e Isabella Gutierrez | 23 de novembro de 2021 | 0.350 (Syfy) 0.348 (USA Network) |
| 8    | 8         | "An Affair to Dismember"              | Jeff Renfroe  | Don Mancini e Harley Peyton           | 30 de novembro de 2021 | 0.296 (Syfy) 0.313 (USA Network) |

### 2ª temporada: 2022
| Seq. | Episódios | Título                          | Direção       | Escrito por                                  | Data de exibição       | Audiência EUA (em milhões)       |
| ---- | --------- | ------------------------------- | ------------- | -------------------------------------------- | ---------------------- | -------------------------------- |
| 9    | 1         | "Halloween II"                  | Jeff Renfroe  | Don Mancini                                  | 5 de outubro de 2022   | 0.355 (Syfy) 0.320 (USA Network) |
| 10   | 2         | "The Sinners Are Much More Fun" | Samir Rehem   | Mallory Westfall & Don Mancini               | 12 de outubro de 2022  | 0.219 (Syfy) 0.209 (USA Network) |
| 11   | 3         | "Hail Mary!"                    | Samir Rehem   | Nick Zigler & Rachael Paradis                | 19 de outubro de 2022  | 0.272 (Syfy) 0.239 (USA Network) |
| 12   | 4         | "Death on Denial"               | Don Mancini   | Alex Delyle & Kim Garland                    | 26 de outubro de 2022  | 0.224 (Syfy) 0.255 (USA Network) |
| 13   | 5         | "Doll on Doll"                  | Leslie Libman | Mallory Westfall & Isabella Gutierrez        | 2 de novembro de 2022  | 0.227 (Syfy) 0.249 (USA Network) |
| 14   | 6         | "He Is Risen Indeed"            | Leslie Libman | Alex Delyle & Kim Garland                    | 9 de novembro de 2022  | 0.227 (Syfy) 0.246 (USA Network) |
| 15   | 7         | "Goin' to The Chapel"           | John Hyams    | Nick Zigler & Amanda Blanchard               | 16 de novembro de 2022 | 0.130 (Syfy) 0.230 (USA Network) |
| 16   | 8         | "Chucky Actually"               | Jeff Renfroe  | Alex Delyle & Mallory Westfall & Don Mancini | 23 de novembro de 2022 | 0.138 (Syfy) 0.244 (USA Network) |